# Марриотт, Джон Брук
Джон Брук Ма́рриотт (27 июля 1922 в Стретфорде — 3 июля 2001 в Годалминге) — британский педагог и филателист, рыцарь-командор Королевского Викторианского ордена. С 1969 по 1995 год был хранителем Королевской филателистической коллекции.

## Ранний период жизни
Выпускник математического факультета колледжа Святого Иоанна в Кембридже во время Второй мировой войны, Марриотт был быстро отправлен в 1943 году в Блетчли-Парк, в то время главное дешифровальное подразделение в Великобритании.

## Преподавание
С 1945 по 1982 год Марриотт преподавал математику в школе Чартерхаус в Годалминге (графство Суррей), где он заведовал пансионом при школе с 1960 по 1975 год.

## Филателия
Коллекционируя почтовые марки с двенадцати лет, Марриотт специализировался по истории почты Тринидада. В 1952 году он продал часть своей коллекции, чтобы обустроить новый дом после женитьбы. Он вновь восстановил свою коллекцию и завоевал медали на международных филателистических выставках.
В 1969 году Джон Уилсон, хранитель Королевской филателистической коллекции, предложил Марриотта своим преемником. Будучи с 1965 года членом Экспертного комитета Королевского филателистического общества Лондона, председателем которого был Уилсон, Марриотт был хорошо знаком с Королевской коллекцией. С 1969 по 1995 год он делил своё время между Чартерхаусом и Лондоном. Его жена подменяла его в пансионе, когда он находился в Букингемском дворце.
Поскольку Уилсон предпочитал, чтобы между получением новых выпусков почтовых марок Британии и Содружества и их размещением в альбомах проходило определённое время, Марриотт начал размещать выпуски времени правления Елизаветы II в альбомы в зелёных кожаных обложках и продолжил размещение синей коллекции выпусков Георга VI . Помимо новых выпусков, присылаемых почтовыми администрациями, Марриотт приобретал почтовые марки с ошибками: например, марки с отсутствующими цветами или с перевёрнутым изображением. Как и его предшественник, Марриотт совершил тридцать девять поездок с частями Коллекции на международные выставки. Он помог организовать Международную филателистическую выставку «Лондон 1980» в Эрлс-Корте и Международную филателистическую выставку «Лондон 1990» в Александра-Паласе.
Он ушел с преподавательской деятельности в 1982 году и был избран президентом Королевского филателистического общества Лондона с 1983 по 1986 год. Он был вице-президентом общества с 1979 года
Столкнувшись с растущим объёмом работы и деятельности, он стал первым хранителем Королевской коллекции, у которого был заместитель: Чарльз Уиндэм Гудвин (Charles Wyndham Goodwyn), президент Королевского филателистического общества Лондона с 1991 года. Тот помогал Марриотту размещать почтовые марки в коллекции, готовить выставки и писать статьи, которые позволили Королевской филателистической коллекции стать самодостаточной. Марриотт передал свою должность хранителя Гудвину в сентябре 1995 года.

## Почести и награды
- Член Королевского Викторианского ордена в 1978 году, командор в 1991 году и рыцарь-командор в 1995 году[3].
- Награждён Королевским филателистическим обществом Лондона медалью Тиллеарда в 1968 году за экспонирование на выставке коллекции почтовых марок Тринидада[5]. Эта коллекция получила золотую медаль на выставках в Лондоне в 1960 году и в Амстердаме в 1967 году[3].
- Включён в список выдающихся филателистов в 1972 году[3].
- Премия памяти Альфреда Лихтенштейна в 1988 году присуждена Клубом коллекционеров Нью-Йорка[3].